# デッド/エンド
『デッド/エンド』（原題:Scenic Route）は2013年に公開されたアメリカ合衆国のサスペンス映画である。監督はケヴィン・ゴーツとマイケル・ゴーツ、主演はジョシュ・デュアメルとダン・フォグラーが務めた。本作は日本国内で劇場公開されなかったが、2014年8月20日にDVDが発売された。

## ストーリー
ミッチェルとカーターは車で旅行に出かけたが、カリフォルニア州の砂漠地帯で車が故障するというトラブルに見舞われた。2人が困惑していると、偶々通りかかった人が救いの手を差し伸べてくれた。修理中、カーターは「車を故障させたのは自分だ。お前と話す時間が欲しかったんだ」と言い出した。カーターは作家の夢を追い続けており、ロック歌手になる夢を諦めて定職に就いたミッチェルに裏切られたという思いを抱いていたのである。
修理を終えた後、ミッチェルは車を走らせようとしたが、またしてもエンジンに不具合が生じた。ミッチェルがカーターを詰ったところ、2人はそのまま口論になり、殴り合いにまで至った。ミッチェルの一撃でカーターは気を失ったが、ミッチェルは自分がカーターを殺してしまったと思い込んだ。ミッチェルは気絶したカーターを近くの洞窟に運び込んだ後、その場から急いで立ち去った。しばらくして、意識を取り戻したカーターはふらつきながらもミッチェルの後を追った。
その後、ミッチェルとカーターは無事に救出されたが、ほどなくして、ミッチェルはある違和感を覚えるようになった。

## キャスト
- ジョシュ・デュアメル - ミッチェル
- ダン・フォグラー - カーター
- ミラクル・ローリー - ジョアン
- クリスティ・バーソン - アニー
- ピーター・マイケル・ゴーツ - 老人
- ジェイミー・ドノヴァン - レッカー車の運転手
- イーサン・メイハー - コール

## 製作・マーケティング
2012年2月21日、ジョシュ・デュアメルとダン・フォグラーが本作に出演することになったと報じられた。2013年2月19日、本作のファースト・トレイラーが公開された。3月8日、本作はサウス・バイ・サウスウェストでプレミア上映された。5月17日、ヴァーティカル・エンターテインメントが本作の全米配給権を獲得したとの報道があった。28日、本作のセカンド・トレイラーが公開された。

## 評価
本作は批評家から好意的に評価されている。映画批評集積サイトのRotten Tomatoesには21件のレビューがあり、批評家支持率は67%、平均点は10点満点で5.91点となっている。また、Metacriticには10件のレビューがあり、加重平均値は34/100となっている。